# Åke Lundeberg
Åke Lundeberg (n. 14 decembrie 1888, Gävle, Comitatul Gävleborg, Suedia – d. 29 mai 1939, Gävle, Comitatul Gävleborg, Suedia) a fost un trăgător de tir ce a reprezentat Suedia, medaliat olimpic. A participat la o ediție a Jocurilor Olimpice (1912) în care a câștigat două medalii de aur și o medalie de argint.